# Martin Kree
Martin Kree (født 27. januar 1965 i Wickede, Vesttyskland) er en tysk tidligere fodboldspiller (forsvarer).
Han spillede 401 kampe i Bundesligaen gennem karrieren, hvor han var tilknyttet VfL Bochum, Bayer Leverkusen og Borussia Dortmund. Opholdet i Dortmund var det klart mest succesfulde, idet han her var med til at vinde både to tyske mesterskaber og UEFA Champions League. Hos Leverkusen var han med til at vinde en DFB-Pokaltitel i 1993.
Kree nåede aldrig at spille en kamp for Vesttysklands A-landshold, men opnåede repræsentation for både landets u/21-landshold og et særudvalgt B-landshold.

## Titler
Bundesligaen
- 1995 og 1996 med Borussia Dortmund

DFB-Pokal
- 1993 med Bayer Leverkusen

UEFA Champions League
- 1997 med Borussia Dortmund